# Écomusée du Bommelaers-Wall
Das Écomusée du Bommelaers-Wall in Ghyvelde in der Nähe von Dünkirchen ist ein Ökomuseum, das die Geschichte des Landlebens an der flämischen Küste vorstellt.

## Beschreibung
Das Museum ist in den großen Pferdeställen, den Tierställen und der Scheune eines Bauernhofes untergebracht, der noch heute betrieben wird. Das Museum zeigt zahlreiche Originalgeräte und -zeugnisse zum historischen Ackerbau, zur Viehhaltung, Butter- und Käsegewinnung, Schmiede, zu den örtlich historisch bedeutsamen Sonderkulturen Flachs, Hopfen und Zichorie, historisches Unterrichtsmaterial und Kinderspielzeug, einen Klassenraum, eine flämische Küche, sowie Zeugnisse zur Bienenhaltung, Medizin, Justiz und Hexenverfolgung, Jagd und Wilderei. Am Ende des Rundganges ist eine große Sammlung kostenlos bespielbarer traditioneller flämischer Holzspielzeuge aufgebaut und eine kleine Sammlung von historischen Ackerbauwagen sowie ein Packard und das Schnittmodell der Gondel einer Windkraftanlage.
Der Bauernhof liegt mitten im Feld westlich von Ghyvelde und ist über die Routes des Furnes nach Dünkirchen erschlossen. Von der weist auf dem Teilstück zwischen den beiden Brücken nach Zuydcote und Leffrinkoucke ein großes Schild auf den asphaltierten Feldweg, der direkt zum Écomusée führt.

## Abbildungen

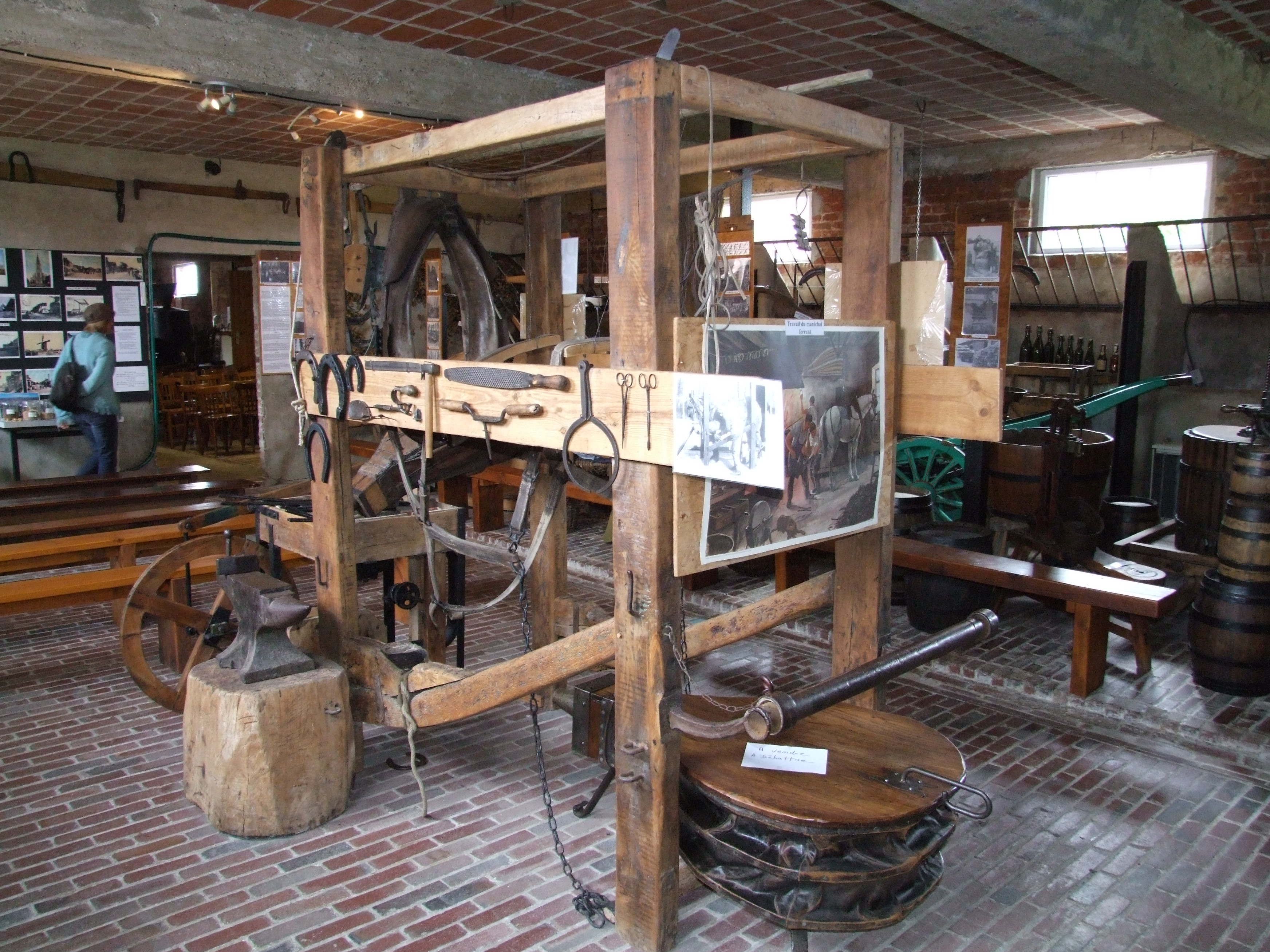
Standplatz für das Beschlagen von kaltblütigen Pferden
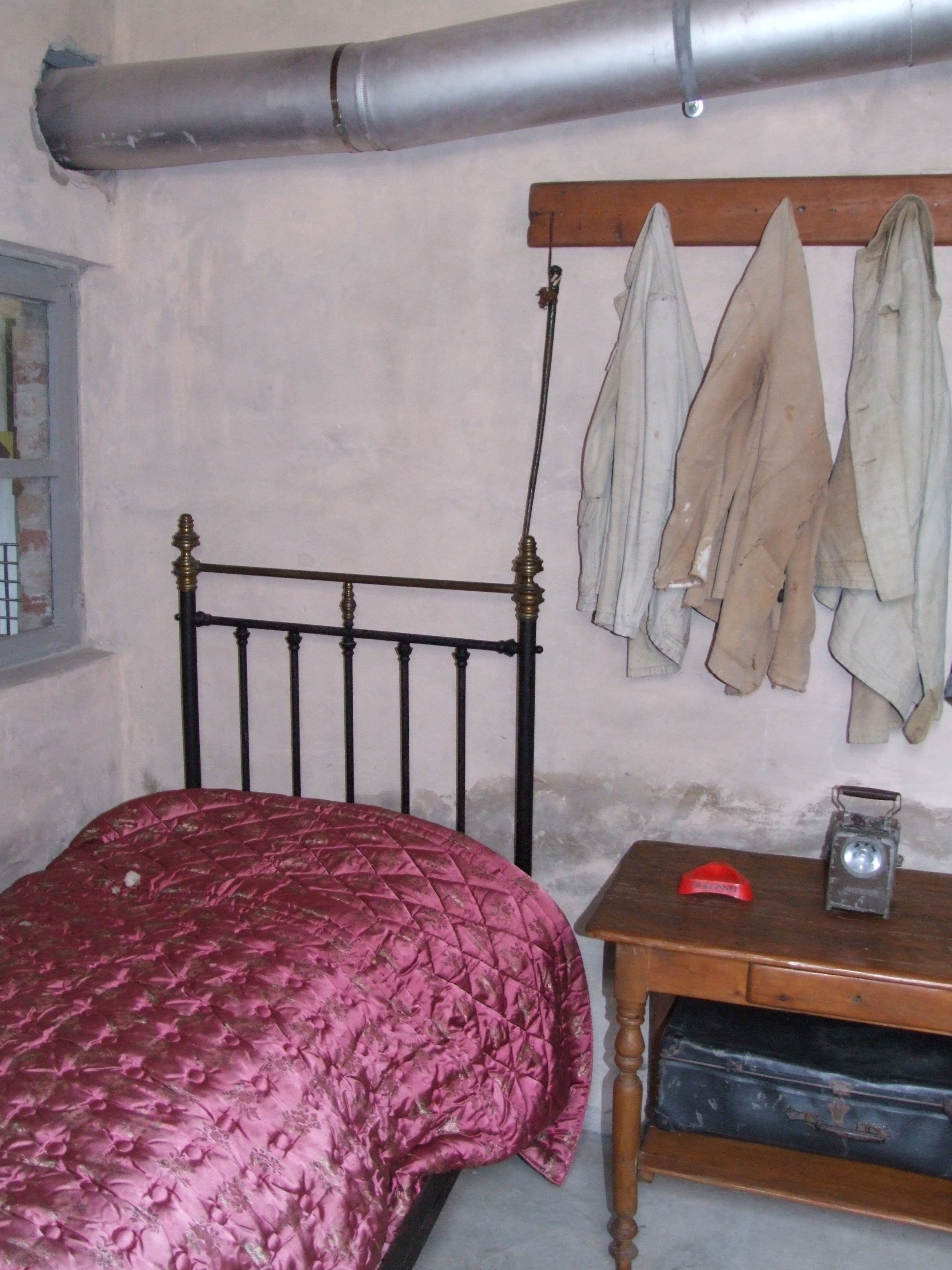
Im Original erhaltene Kammer des Knechtes
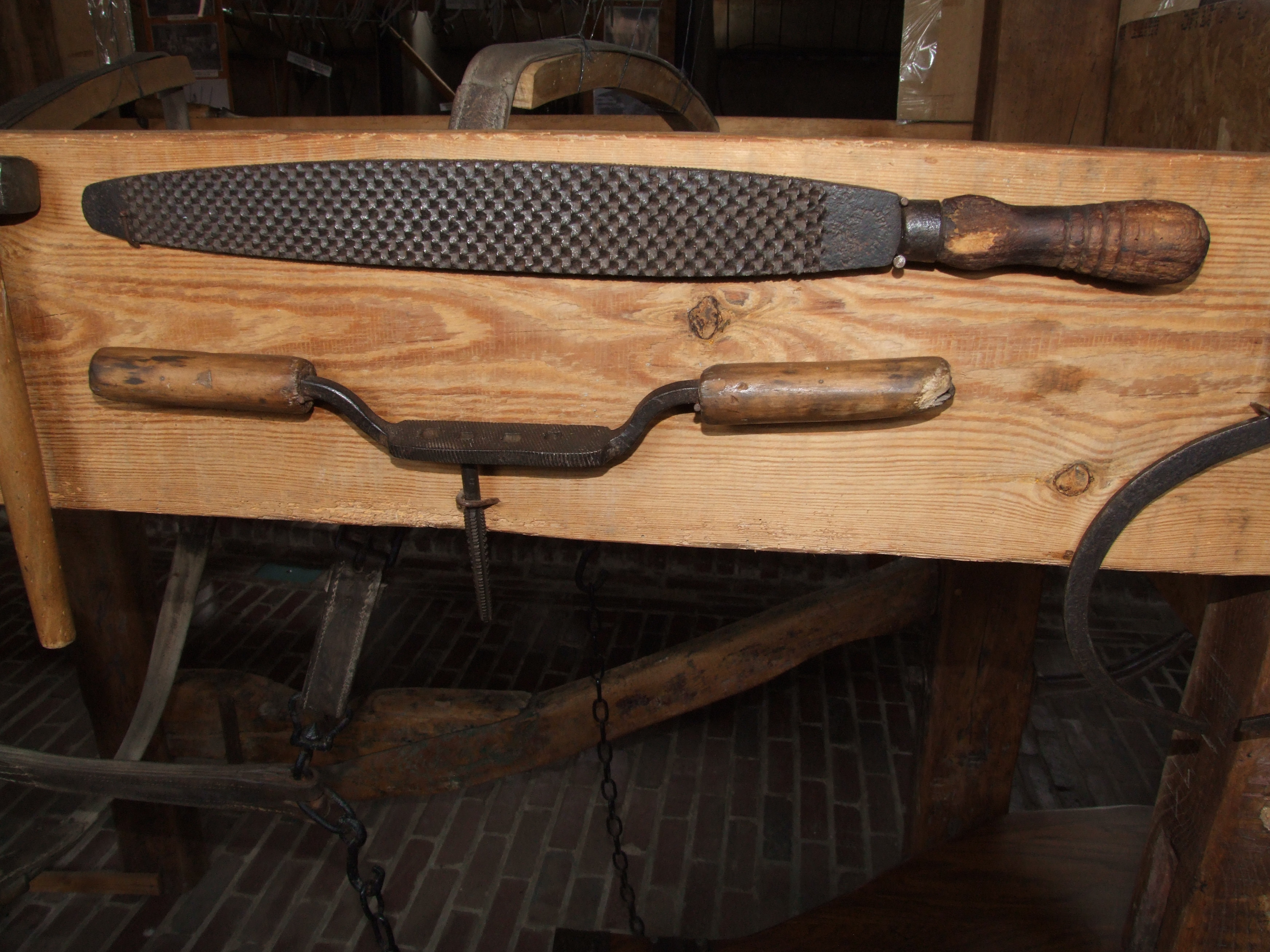
Werkzeuge des Hufschmiedes
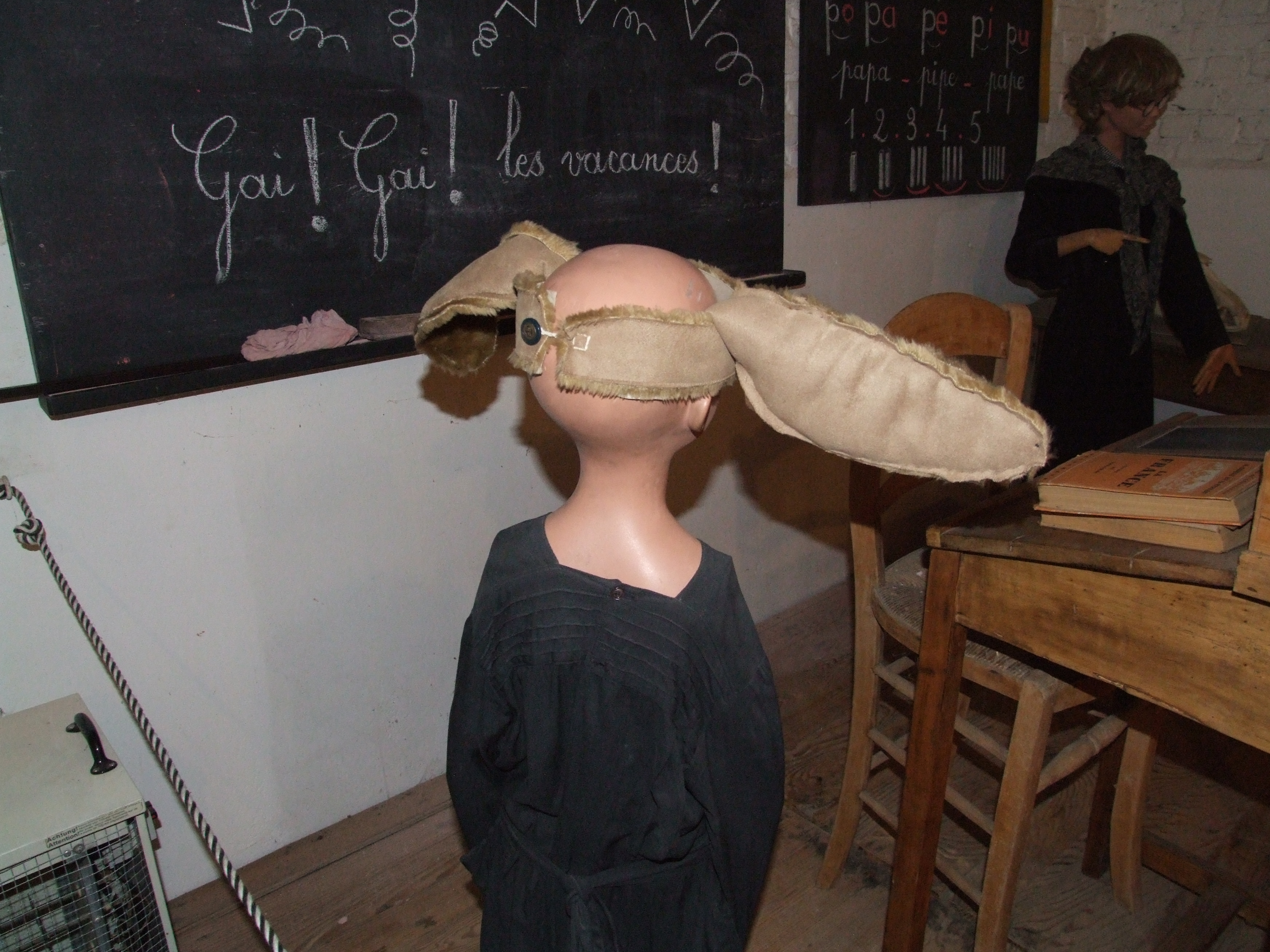
Eselsmütze im Klassenraum
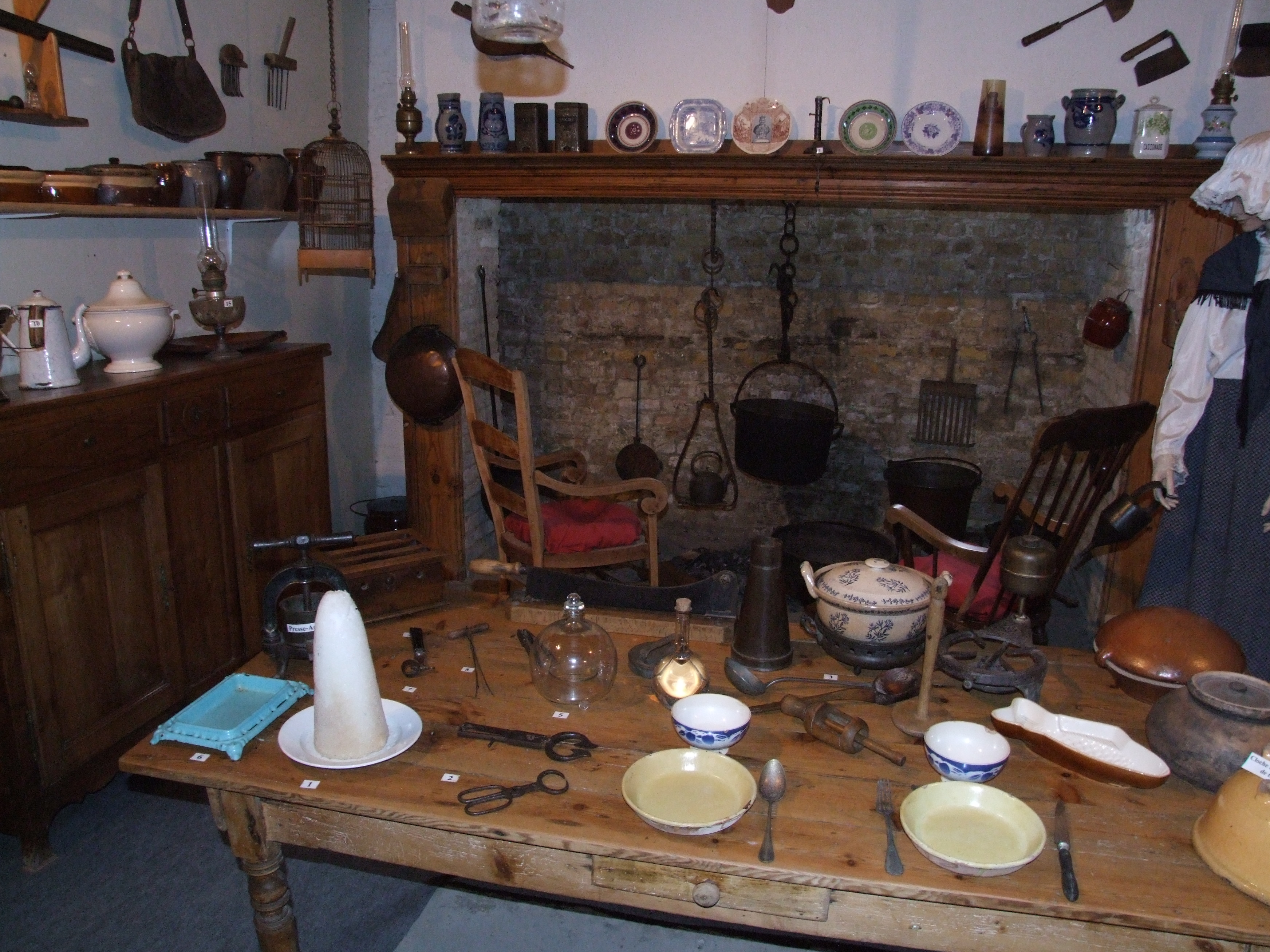
Traditionelle flämische Küche
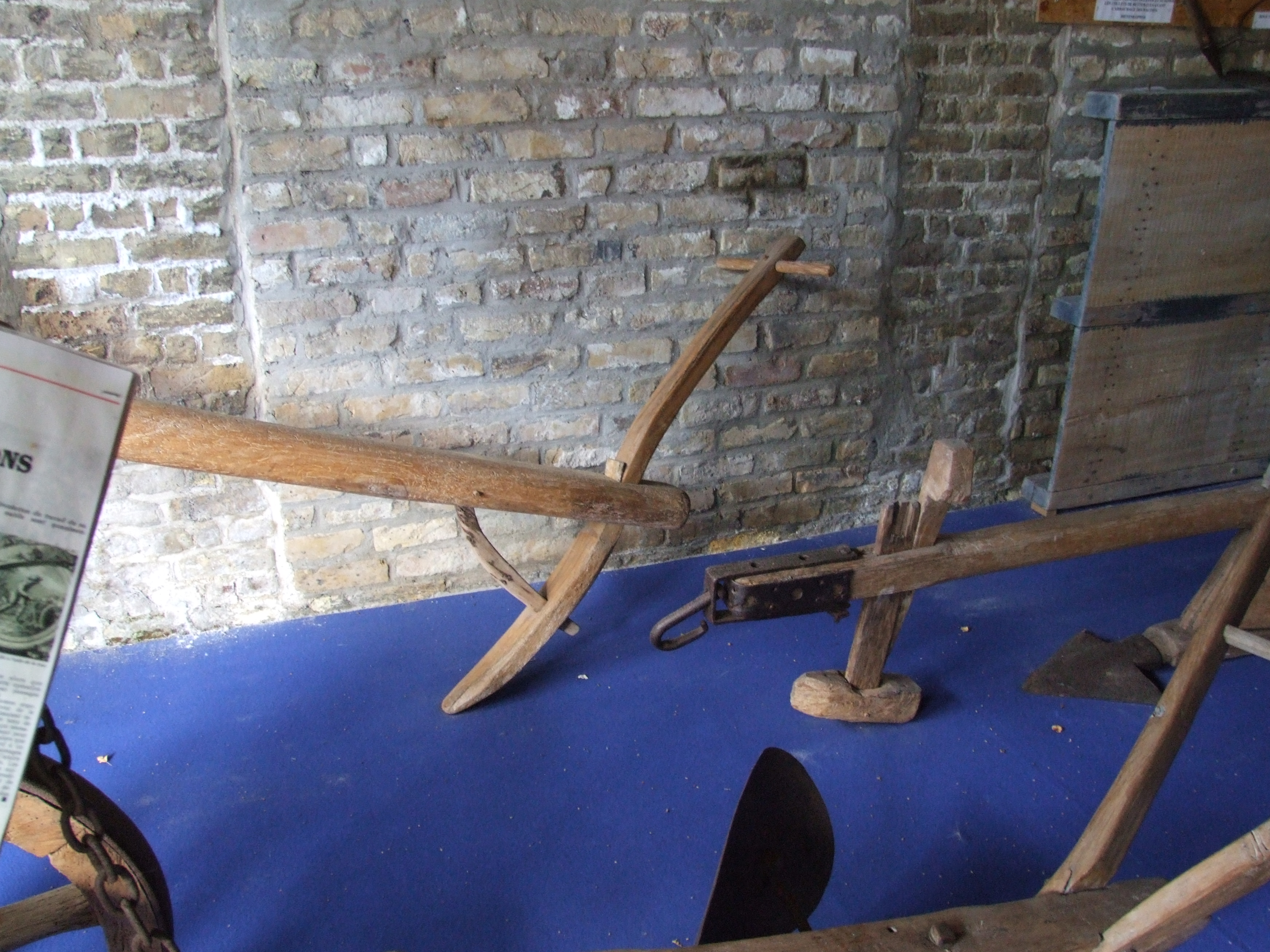
Detail eines Pfluges
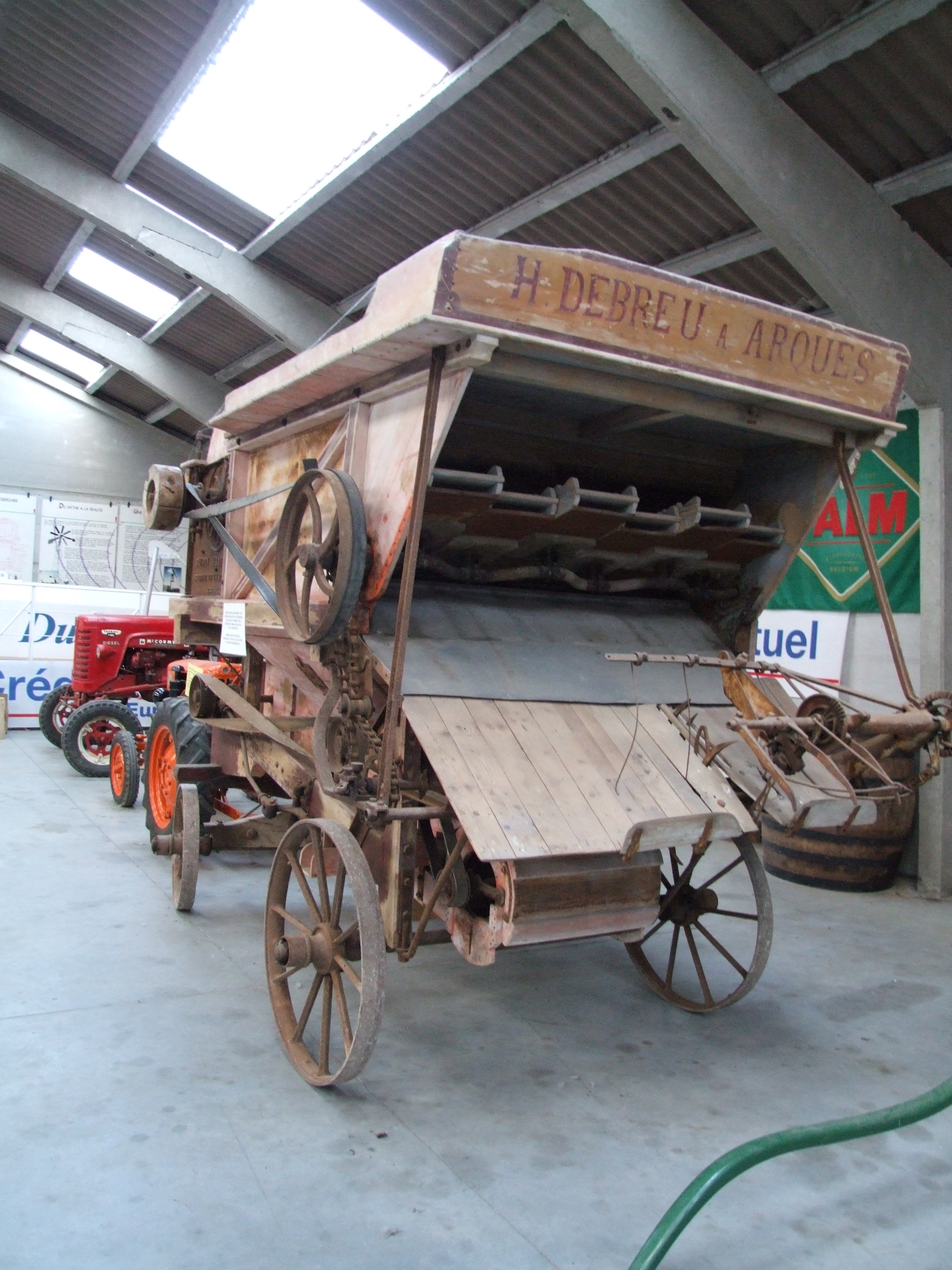
Dreschmaschine Baudry Freres von 1907
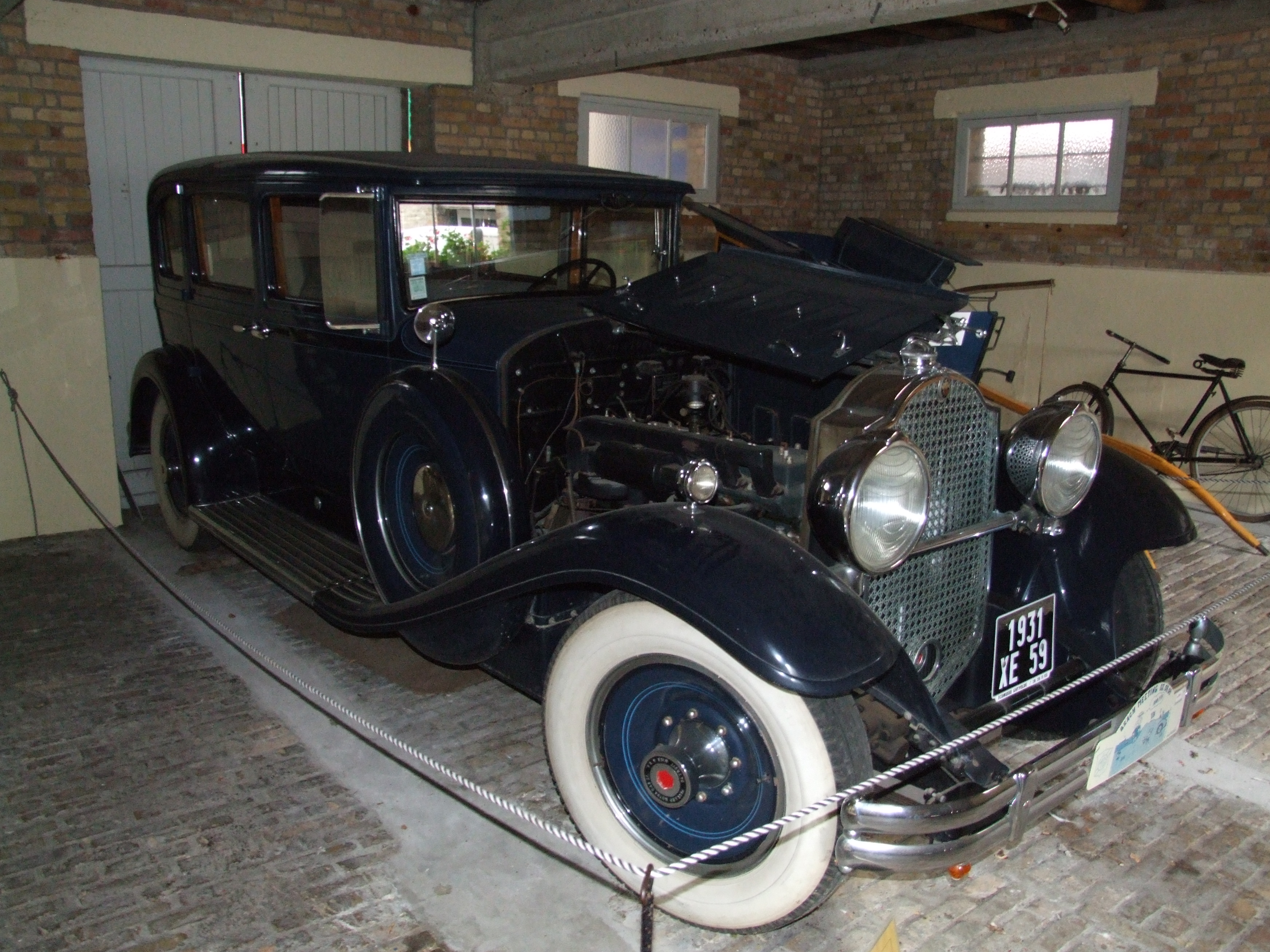
Packard 840 Club Sedan

## Die flämische Kneipe und ihre traditionellen flämischen Spiele (jeux flamands)

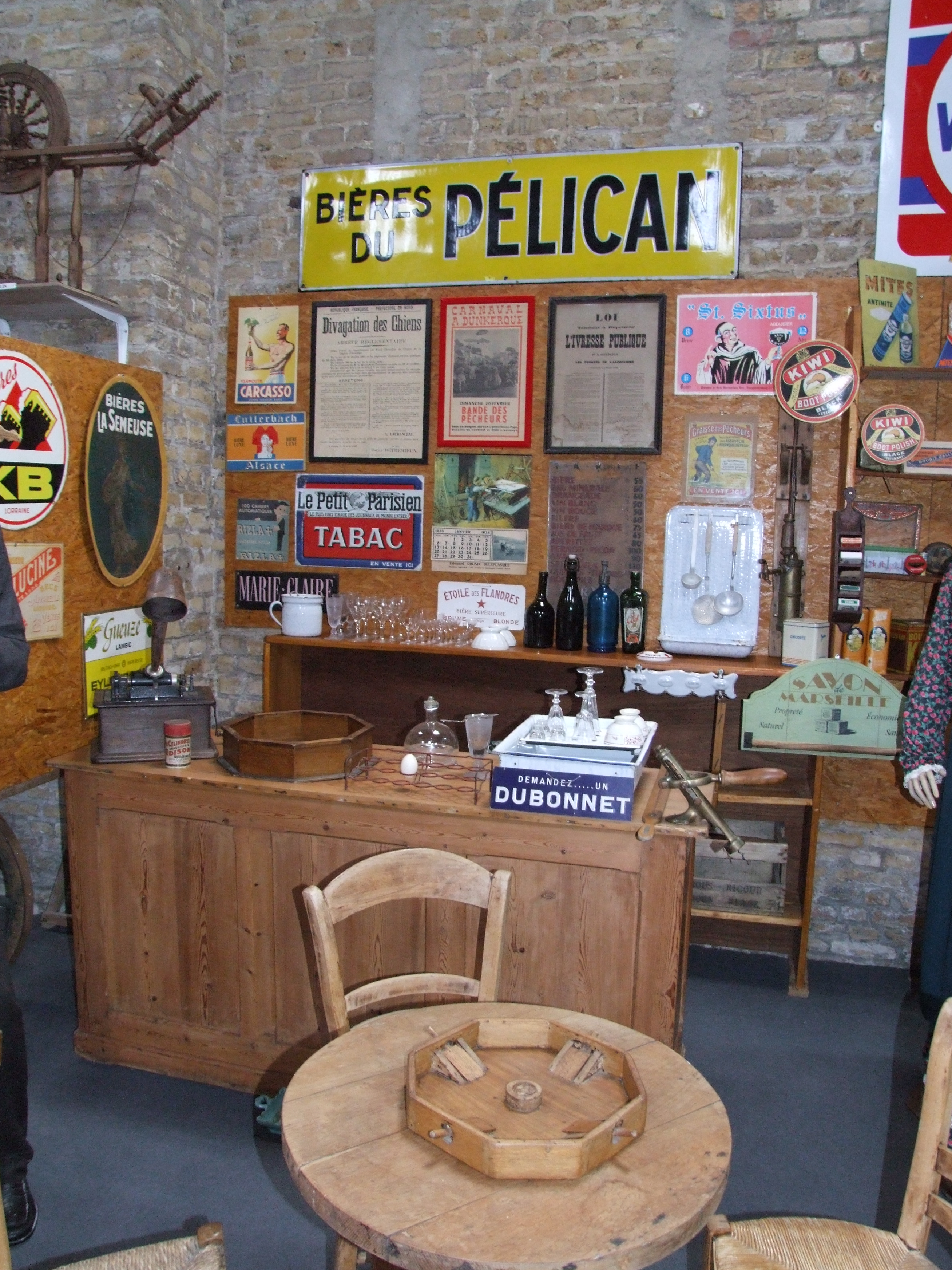
Kleine flämische Kneipe, auf dem Tisch ein Jeu de puces
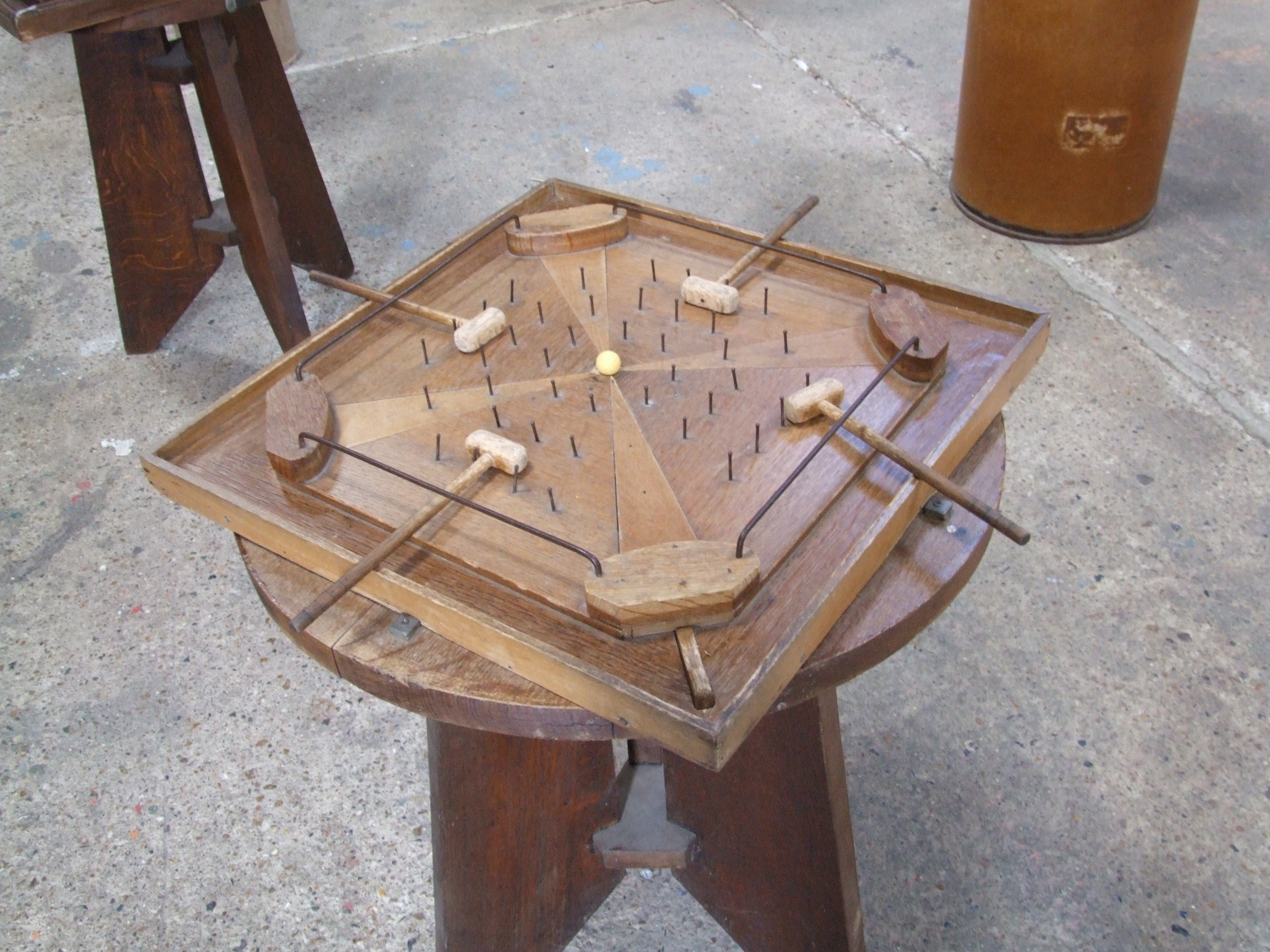
Traditionelles flämisches Spiel jeux de marteaux
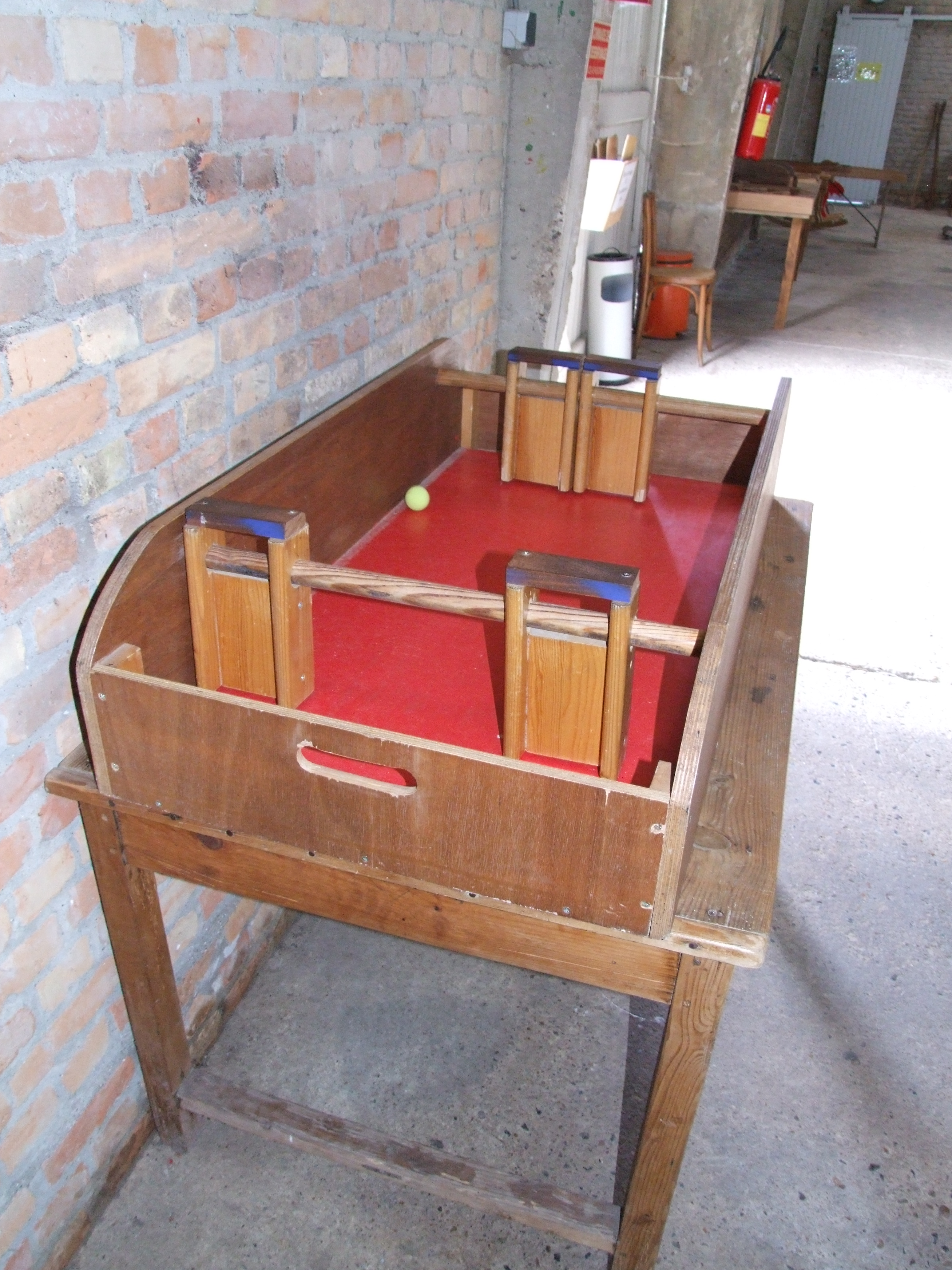
Traditionelles flämisches Spiel
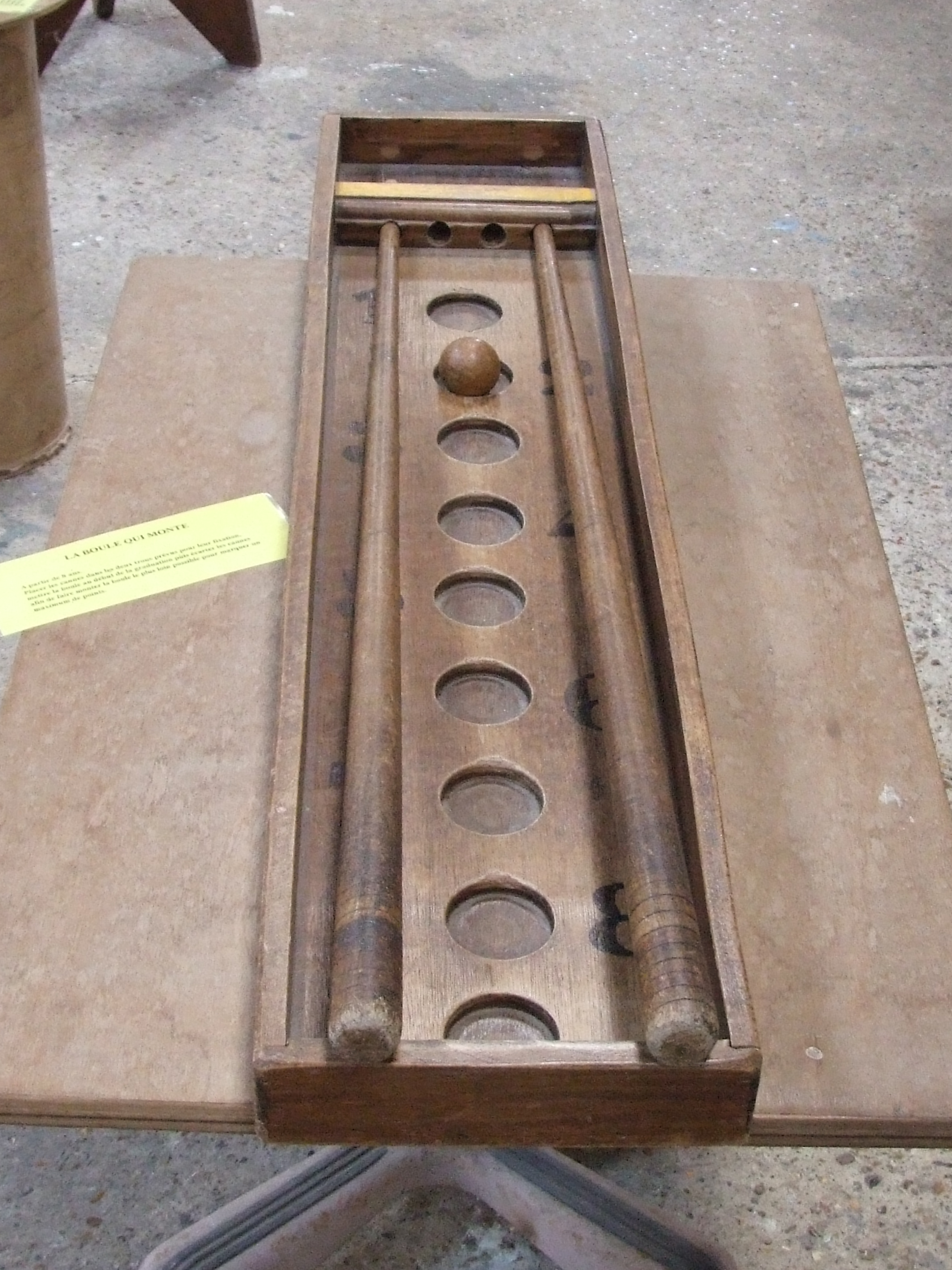
Traditionelles flämisches Spiel: Billard à balles